# اوبرشوارتساخ
اوبرشوارتساخ (انگلیسی: Oberschwarzach) یک شهر در آلمان است که در بایرن واقع شده است.